# Tha Carter IV
Tha Carter IV to dziewiąty studyjny album amerykańskiego rapera Lil Wayne’a, a zarazem czwarty z serii Tha Carter po Tha Carter z 2004, Tha Carter II z 2005 i Tha Carter III z 2008. Nagrania do tego albumu zaczęły się w 2008. W tym czasie Lil Wayne wydał dwie inne płyty: Rebirth oraz I Am Not a Human Being. Z powodu odbywania przez rapera kary więzienia w Rikers Island, nagrania materiałów do Tha Carter IV opóźniły się.
Tematyka albumu głównie skupia się na seksie, przemocy, narkotykach, ale także miłości, bólu i konfliktach uczuciowych. Na krążku gościnnie pojawili się Cory Gunz, Drake, T-Pain, Tech N9ne, André 3000, Rick Ross, John Legend, Bruno Mars, Birdman, Kevin Rudolf, Jadakiss, Bun B, Nas, Shyne oraz Busta Rhymes.
W samych Stanach Zjednoczonych album sprzedał się w ilości 964,000 kopii w ciągu tygodnia od daty wydania.
16 listopada 2011 roku Tha Carter IV został zatwierdzony jako podwójna platyna. Od daty premiery do lutego 2012 roku album rozszedł się w ilości 3,5 mln egzemplarzy na całym świecie.

## Lista utworów
Źródło:
1. „Intro” – 2:52
2. „Blunt Blowin” – 5:12
3. „MegaMan” – 3:18
4. „6 Foot 7 Foot” (featuring Cory Gunz) – 4:08
5. „Nightmares of the Bottom” – 4:41
6. „She Will” (featuring Drake) – 5:05
7. „How to Hate” (featuring T-Pain) – 4:38
8. „Interlude” (featuring Tech N9ne) – 2:01
9. „John” (featuring Rick Ross) – 4:46
10. „Abortion” – 3:43
11. „So Special” (featuring John Legend) – 3:52
12. „How to Love” – 4:00
13. „President Carter” – 4:15
14. „It’s Good” (featuring Jadakiss and Drake) – 4:01
15. „Outro” (featuring Bun B, Nas, Shyne and Busta Rhymes) – 3:52

### Deluxe
Źródło:
1. „I Like the View” – 4:41
2. „Mirror” (featuring Bruno Mars) – 3:38
3. „Two Shots” – 2:44

### iTunes bonus
Źródło:
1. „Up Up And Away” – 3:53

### Target bonus
Źródło:
1. „Novacane” (featuring Kevin Rudolf) – 3:38
2. „I Got Some Money On Me” (featuring Birdman) – 4:05

### Single
| Rok  | Tytuł                                   |
| ---- | --------------------------------------- |
| 2010 | „6 Foot 7 Foot” - Data: 16 grudnia 2010 |
| 2011 | „John” - Data: 24 marca 2011            |
| 2011 | „How to Love” - Data: 31 maja 2011      |
| 2011 | „She Will” - Data: 16 sierpnia 2011     |
| 2011 | „Mirror” - Data: 1 listopada 2011       |

### Sample
- „6 Foot 7 Foot”: Harry Belafonte – „Day-O (The Banana Boat Song)”[22]
- „John”: Rick Ross – „I’m Not A Star”[23]
- „President Carter”: François de Roubaix – „Les Dunes D’ostende”[24]
- „I’s Good”: The Alan Parsons Project – „The Cask of Amontillado”[25]

## Pozycja w notowaniach
| Notowanie                        | Pozcycja |
| -------------------------------- | -------- |
| Australian Albums Chart          | 9        |
| Canadian Albums Chart            | 1        |
| Netherlands (Mega Album Top 100) | 16       |
| Irish Albums Chart               | 19       |
| Mexican Albums Chart             | 86       |
| New Zealand Albums Chart         | 8        |
| UK Albums Chart                  | 8        |
| UK R&B Albums Chart              | 1        |
| US Billboard 200                 | 1        |
| US Billboard R&B/Hip-Hop Albums  | 1        |
| US Billboard Rap Albums          | 1        |

### Certyfikaty
| Państwo    | Certyfikat | Sprzedaż  |
| ---------- | ---------- | --------- |
| USA (RIAA) | 2x Platyna | 1,882,000 |